# FA Cup (Thailand) 2009
Der Thailändische FA Cup 2009 begann am 27. Juni und endete mit dem Finale im Suphachalasai-Stadion in Bangkok, Thailand am 21. Oktober 2009. Er wird zum 14. Mal ausgespielt, zuletzt 2001.

## Allgemeine Information
Für den Wettbewerb verantwortlich ist der thailändische Fußballverband, die Football Association of Thailand. Die Vereine sind nicht verpflichtet an dem Pokalwettbewerb teilzunehmen. Die Meldefrist endete am 20. Juni 2009. Die Auslosung fand am 23. Juni 2009 statt. Insgesamt dürfen mehr als 64 Vereine am Wettbewerb teilnehmen. Neben den Profivereinen dürfen auch Universitäts- und Schulmannschaften. Gesponsert wird der Wettbewerb von der Thaicom Foundation und Siam Sports Syndicate. Der Gewinner des Wettbewerbs wird ein Preisgeld in höhe von 1 Million Baht, der unterlegene Finalist 500.000 Baht erhalten. Zudem erhält der Gewinner das Recht am AFC Cup 2010 teilzunehmen. Titelverteidiger ist die FC Royal Thai Air Force, welche inzwischen in der Thailand Division 1 League, der zweiten thailändischen Liga spielt.

## Teilnehmende Mannschaften

### Qualifikationsrunde
An der Qualifikationsrunde nahmen insgesamt 28 Vereine teil. Diese stammen kommen aus der Regional League Division 2, der 3. Liga Thailands sowie Mannschaften der vierten bis sechsten Liga. Die Gewinner ziehen in dann in die erste Hauptrunde ein. Gespielt wurde die Runde vom 27. Juni bis 30. Juni 2009 im Chulalongkorn-Universitätsstadion und dem Nong Jork Stadion in Bangkok.

### Erste Runde
An der ersten Runde dürfen 32 Mannschaften der Regional League Division 2, der 3. Liga Thailands sowie Mannschaften der vierten bis sechsten Liga Teilnehmen. Die 16 Gewinner ziehen in die zweite Runde ein. Ausgetragen wird die erste Runde in dem Zeitraum vom 1. Juli bis 8. Juli 2009. Spielort wird das Chulalongkorn-Universitätsstadion und das Nong Jork Stadion sein. Beide Stadien befinden sich in Bangkok.

### Zweite Runde
An der zweiten Runde nehmen die 16 qualifizierten Vereine aus der ersten Runde teil. Hinzu kommen alle 16 Vereine der Thailand Division 1 League. Mit dabei ist der letzte Gewinner aus dem Jahr 2001, die FC Royal Thai Air Force. Die Vereine der Division 1 im Überblick:
| Thailand Division 1 League die 16 Vereine der Saison 2009                                                                                 | |
| Chanthaburi FC Khon Kaen FC Nakhon Sawan FC FC Customs Department Prachinburi FC PTT Rayong FC FC Royal Thai Air Force FC Royal Thai Army | Police United FC Songkhla Sisaket FC Suphanburi FC Surat Thani FC FC Thai Airways Thai Honda FC Rattana Bundit FC |

Ausgetragen wird die zweite Runde 11. Juli bis 15. Juli 2009.

### Dritte Runde
An der dritten Runde nehmen die 16 qualifizierten Vereine aus der zweiten Runde teil. Hinzukommen alle 16 Vereine der Thai Premier League. Dies werden sein:
| Thai Premier League die 16 Vereine der Saison 2009                                                                                  | |
| FC Bangkok Glass Bangkok United FC BEC-Tero Sasana FC Chonburi FC Chula United FC Nakhon Pathom Muang Thong United FC Osotspa M-150 | FC PEA FC Rajnavy Rayong FC Samut Songkhram FC Sriracha FC Thai Port FC TOT Pattaya United TTM Samut Sakhon FC |

Ausgetragen wird die dritte Runde vom 29. Juli bis 26. August 2009.

## Termine
Laut dem Terminkalender der FAT werden die einzelnen Runden an folgenden Terminen ausgetragen:
- Qualifikationsrunde 27. Juni bis 30. Juni 2009 im Chulalongkorn-Universitätsstadion und dem Nong Jork Stadion
- 1. Runde: 1. Juli bis 8. Juli 2009 im Chulalongkorn-Universitätsstadion und dem Nong Jork Stadion
- 2. Runde: 15. Juli bis 22. Juli 2009
- 3. Runde: 29. Juli bis 26. August 2009
- Achtelfinale: 2. September bis 23. September 2009
- Viertelfinale: 30. September 2009
- Halbfinale: 14. Oktober 2009
- Finale: 21. Oktober 2009 im Suphachalasai-Stadion

## Resultate und Begegnungen

### Qualifikationsrunde
|                                        | Ergebnis        |                                                    |
| -------------------------------------- | --------------- | -------------------------------------------------- |
| FC Rose Asia Pathum Thani              | 1:2             | Samut Prakan FC                                    |
| Chainat FC                             | 1:1 (5:6 i. E.) | Nakhon Ratchasima FC                               |
| FC Chankasem Rajabhat University       | 1:0             | Kasem Bundit University FC                         |
| Pathum Thani University                | 1:3             | Southeast Bangkok College                          |
| FC Bangkok North Central ASSN          | 1:1 (3:4 i. E.) | FC Thai Summit Samut Prakan                        |
| Bangpa-in School                       | 1:0             | Bangkok Sananmeung Institute of Physical Education |
| Suke Kokee                             | 1:0             | J.W. Group                                         |
| FC Raj Pracha                          | 1:1 (3:5 i. E.) | Surin FC                                           |
| FC Dhurakijpundit University           | 2:2 (4:6 i. E.) | Bangkok Glass SA                                   |
| Rajdamnern-Thonburi Commercial College | 3:0             | FC Hakka                                           |
| Thonburi University                    | 0:2             | Sutiwararam Alumnus Association                    |
| Christian-Thai                         | 0:2             | FC Ku Kot Municipality                             |
| Ratchaphruek College                   | 1:0             | Ubon United                                        |
| Assumption College Sriracha            | *-:-*           | Loei City FC                                       |

 * Loei City zog sich vom Wettbewerb zurück. Das Assumption College Sriracha zog damit kampflos in die nächste Runde ein 

### 1. Hauptrunde
|                               | Ergebnis        |                                  |
| ----------------------------- | --------------- | -------------------------------- |
| Ban Thungkled-VR Klang        | 2:2 (5:7 i. E.) | Samut Prakan FC                  |
| Tak FC                        | 1:4             | Nakhon Ratchasima FC             |
| Phitsanulok FC                | 0:1             | FC Chankasem Rajabhat University |
| Chachoengsao FC               | 1:1 (3:4 i. E.) | Southeast Bangkok College        |
| FC Raj-Vithi                  | 1:1 (2:3 i. E.) | FC Thai Summit Samut Prakan      |
| FC Bangkok Christian College  | 6:0             | Bangpa-in School                 |
| Vongchavalitkul University AA | 1:1 (4:3 i. E.) | Suke Kokee                       |
| Assumption College Thonburi   | 1:4             | Bangkok Glass SA                 |
| Krungkao SA                   | 3:1             | Sutiwararam Alumnus Association  |
| Dhummanusorn Foundation       | 1:1 (4:3 i. E.) | FC Dhumrong Thai                 |
| 8. Schule von Pattaya         | 3:3 (6:5 i. E.) | FC Surin                         |
| Chiang Mai United             | 1:2             | Rajdamnern-Thonburi CC           |
| Udon Thani FC                 | 2:3             | Ku Kot Municipality              |
| Rayong FC                     | 1:0             | Ratchaphruek College             |
| Kamphaengphet FC              | 0:2             | Assumption College Sriracha      |
| Debsirin Alumni Association   | 1:1 (5:2 i. E.) | Phuket FC                        |

### 2. Hauptrunde
|                               | Ergebnis        |                                 |
| ----------------------------- | --------------- | ------------------------------- |
| Samut Prakan FC               | 1:1 (2:4 i. E.) | Krungkao SA                     |
| Police United                 | 3:0             | FC Thai Summit Samut Prakan     |
| Nakhon Ratchasima FC          | 2:1             | FC Royal Thai Army              |
| Chankasem Rajabhat University | 1:2             | 8. Schule von Pattaya           |
| Southeast Bangkok College     | 1:2             | Sisaket FC                      |
| PTT Rayong FC                 | 5:0             | Assumption College Sriracha     |
| Khon Kaen FC                  | 3:2             | Air and Coastal Defense Command |
| Surat Thani FC                | 2:1             | Ku Kot Municipality             |
| FC Royal Thai Air Force       | 0:2             | FC Customs Department           |
| Debsirin Alumni Association   | 0:3             | FC Rattana Bundit               |
| FC Thai Airways-Ban Bueng     | 0:1             | Chanthaburi FC                  |
| FC Songkhla                   | 1:0             | FC Prachinburi                  |
| Dhummanusorn Foundation       | 1:3             | Bangkok Glass SA                |
| FC Nakhon Sawan               | 1:1 (6:4 i. E.) | Thai Honda FC                   |
| Rajdamnern-Thonburi CC        | 1:4             | Bangkok Christian College FC    |
| Vongchavalitkul University AA | 0:0 (3:2 i. E.) | Rayong FC                       |

### 3. Hauptrunde
Bis in die dritte Hauptrunde des Wettbewerbs schaffte es der Verein Magna Pattaya FC. Der Klub startete unter dem Namen der 8. Schule von Pattaya. Die Mannschaft nimmt an keinem regulären Ligabetrieb teil.
|                               | Ergebnis        |                              |
| ----------------------------- | --------------- | ---------------------------- |
| FC Nakhon Pathom              | 3:3 (8:9 i. E.) | FC Sriracha                  |
| TTM Samut Sakhon FC           | 1:0             | FC PTT                       |
| FC Rajnavy Rayong             | 1:2             | FC Thai Port                 |
| FC Nakhon Ratchasima          | 0:0 (4:2 i. E.) | FC Customs Department        |
| FC Chanthaburi                | 4:0             | FC Bangkok Christian College |
| Police United                 | 2:1             | FC Chula United              |
| FC Khonkaen                   | 0:0 (4:3 i. E.) | FC Samut Songkhram           |
| FC Osotspa M-150              | 3:1             | Bangkok Glass SA             |
| BEC-Tero Sasana               | 4:3             | FC Songkhla                  |
| FC PEA                        | 7:1             | FC Nakhon Sawan              |
| FC Bangkok Glass              | 1:0             | Muang Thong United           |
| FC Rattana Bundit             | 1:1 (1:2 i. E.) | Krungkao SA                  |
| 8. Schule von Pattaya         | 1:4             | FC Chonburi                  |
| Vongchavalitkul University AA | 2:5             | Pattaya United               |
| FC Sisaket                    | 1:1 (5:6 i. E.) | FC Surat Thani               |
| FC TOT                        | 1:2             | Bangkok United FC            |

### Achtelfinale
Die Auslosung zum Achtelfinale fand am 28. August 2009 im Hauptquartier der Football Association of Thailand statt. Ausgespielt wurde die 4. Runde vom 2. September bis 23. September 2009. Unter den 16 Mannschaften des Achtelfinals fanden sich 10 Vereine aus der Thai Premier League und 5 Vereine aus der Thai Premier League Division 1. Mit Krungkao SA, schaffte es eine einzige Unterklassige Mannschaft in diese Runde.
|                      | Ergebnis        |                     |
| -------------------- | --------------- | ------------------- |
| FC Nakhon Ratchasima | 1:1 (4:3 i. E.) | Pattaya United      |
| FC Surat Thani       | 1:0             | FC Khonkaen         |
| FC Thai Port         | 1:0             | Police United       |
| FC Sriracha          | 1:4             | Bangkok United      |
| FC Chanthaburi       | 0:2             | BEC-Tero Sasana     |
| FC PEA               | 0:1             | TTM Samut Sakhon FC |
| FC Osotspa M-150     | 2:1             | FC Chonburi         |
| Krungkao SA          | 0:6             | FC Bangkok Glass    |

### Viertelfinale
Die Auslosung zum Viertelfinale fand am 25. September 2009 im Hauptquartier der Football Association of Thailand statt. Ausgespielt wurde das Viertelfinale am 30. September. Unter den 18 Mannschaften des Viertelfinals fanden sich noch 6 Vereine aus der Thai Premier League. Mit FC Surat Thani und dem FC Nakhon Ratchasima fanden sich noch ein Zweit und-Drittligist unter den letzten 8 Mannschaften.
|                     | Ergebnis        |                      |
| ------------------- | --------------- | -------------------- |
| BEC-Tero Sasana     | 2:0             | Bangkok United FC    |
| FC Bangkok Glass    | 1:1 (1:4 i. E.) | FC Osotspa M-150     |
| TTM Samut Sakhon FC | 3:0             | FC Surat Thani       |
| FC Thai Port        | 3:1             | FC Nakhon Ratchasima |

### Halbfinale
Die Auslosung zum Halbfinale fand am 2. Oktober 2009 im Hauptquartier der Football Association of Thailand statt. Ausgespielt wird das Halbfinale am 14. Oktober.
|                     | Ergebnis        |                 |
| ------------------- | --------------- | --------------- |
| FC Osotspa M-150    | 0:2             | FC Thai Port    |
| TTM Samut Sakhon FC | 3:3 (0:3 i. E.) | BEC-Tero Sasana |

### Finale
| Paarung         | FC Thai Port – BEC-Tero Sasana |
| Ergebnis        | 1:1 n. V. (1:1, 1:1), 5:4 i. E. |
| Datum           | 23. Oktober 2009 |
| Stadion         | Suphachalasai-Stadion, Bangkok |
| Tore            | 0:1 Wuttichai Tathong (15.) 1:1 Edvaldo (24.) Elfmeterschießen: 1:0 Edvaldo 1:1 Anon Sangsanoi 2:1 Teerawut Sanphan 2:2 Chakrit Buathong 3:2 Olan Limsampansanti 3:3 Prat Samakrat 4:3 Moudourou Moise 4:4 Wuttichai Tathong 5:4 Pipat Thonkanya Thritthi Nonsrichai                                       |
| FC Thai Port    | Pattara Piyapatrakitti – Pongpipat Kamnuan, Mario César, Itthipol Nonsiri , Moudourou Moise – Jirawat Makarom, Kiatjarern Ruangparn (70. Olan Limsampansanti), Ekkachai Sumrei, Alif Poh-ji (113. Teerawut Sanphan) – Pipat Thonkanya, Edvaldo Cheftrainer: Sasom Pobprasert                               |
| BEC-Tero Sasana | Siwarak Tedsungnoen – Noppol Pitafai, Thritthi Nonsrichai , Prat Samakrat, Jean-Baptiste Akassou (107. Pichit Jaibun) – Jakkaphan Kaewprom, Kittipol Paphunga (13. Narej Karpkraikaew), Guy Hubert, Suchon Sa-nguandee (70. Chakrit Buathong), Anon Sangsanoi, Wuttichai Tathong Cheftrainer: Tawan Sripan |
| Gelbe Karten    | keine – Thritthi Nonsrichai (62.) |

#### Auswechselspieler
| Auswechselspieler | Auswechselspieler |
| --- | --- |
| FC Thai Port | BEC-Tero Sasana FC |
| - Ulrich Munze (TW) - Kay Langkawong - Songsak Chaisamak - Apiwich Phulek - Olan Limsampansanti (70.) ▲ - Wisut Bunpeng - Teerawut Sanphan (113.) ▲ - Attaphong Wongsuntho | - Pisan Dorkmaikaew (TW) - Intharat Apinyakool (TW) - Paisarn Sang-aroon - Narat Munin-noppamart - Tassana Cheamsa-art - Pichit Jaibun (107.) ▲ - Panai Kongpraphan - Chakrit Buathong (70.) ▲ - Narej Karpkraikaew (13.) ▲ |